# 芯片载体

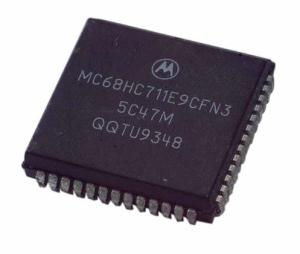
微控制器Motorola MC68HC711E9CFN3，其封裝是QFJ52 / PLCC52的，屬於PLCC

在電子工程中，芯片载体（英語：chip carrier）是一種用於積體電路的表面安装封裝技术。這種封裝在正方形的封裝四邊都有接腳，相比起其內部用来挂载積體電路的空腔來，整個封裝所佔體積較大。晶片載體可以用J形金屬接腳焊進電路板或者用插座或者不用接腳而用金屬板來連接。如果接腳伸展到封裝外，可以用平裝（英語：flat pack）來描述。晶片載體一般比雙列直插封裝更小而且由於晶片載體用到封裝的全部四邊所以可以接上較多接腳。晶片載體可以是陶瓷的或者塑膠的。有些晶片載體的封裝樣式、大小已於JEDEC等貿易工業組織注冊、標準化。其他樣式通常是一兩家廠商專有的。
有時“晶片載體”這個詞語也會被通用化成指代所有晶片封裝。
常用且會被縮寫的晶片載體包括：
- BCC：Bump Chip Carrier [2]
- CLCC：Ceramic Leadless Chip Carrier [3]
- Leadless chip carrier （LCC）: Leadless Chip Carrier 無引腳晶片載體，接點隱入晶片底部。[2]
- LCC：Leaded Chip Carrier [2]
- LCCC：Leaded Ceramic Chip Carrier [2]
- DLCC：Dual Lead-Less Chip Carrier （Ceramic） [2]
- PLCC：Plastic Leaded Chip Carrier 塑料電極晶片載體[2][3]

## 塑料电极芯片载体

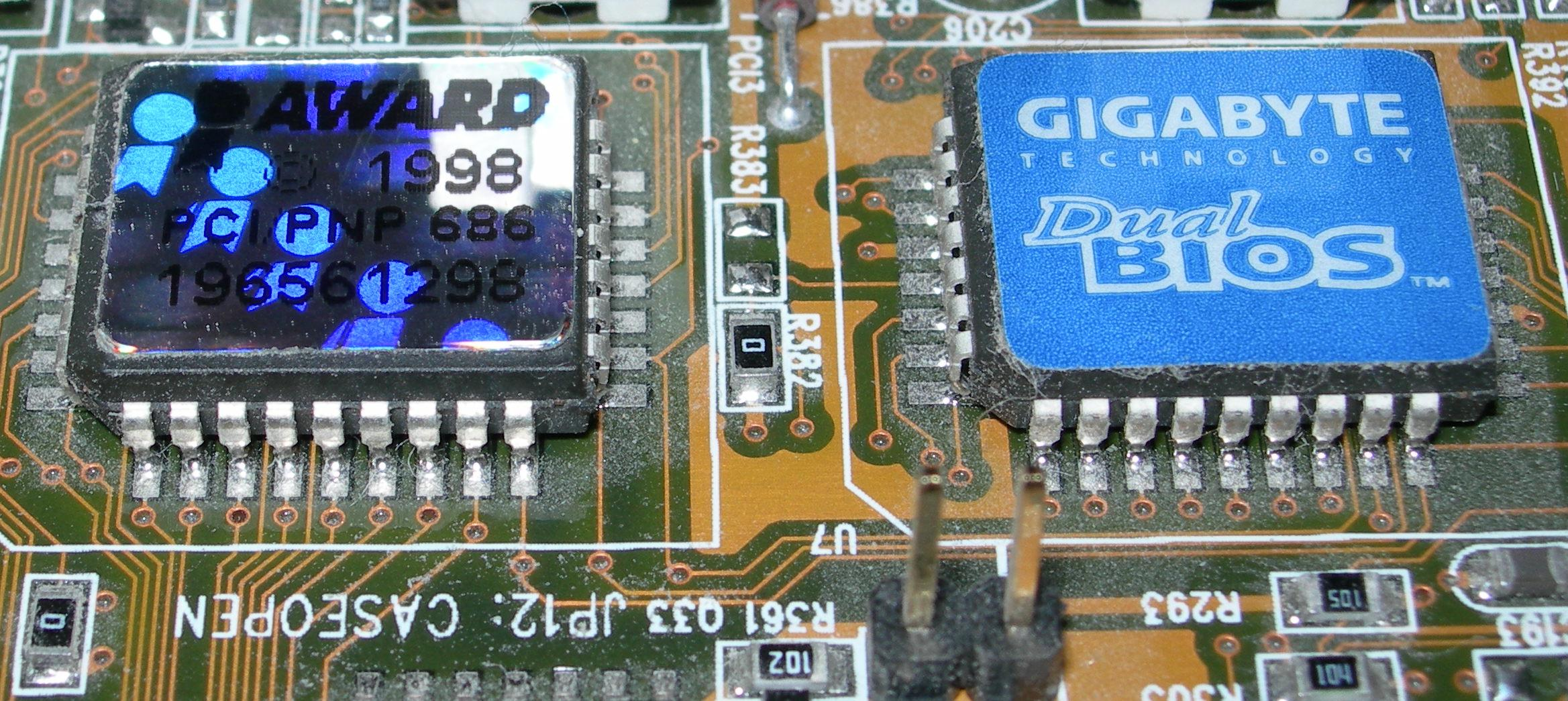
Gigabyte DualBIOS in QFJ32 / PLCC32

塑料電極晶片載體（PLCC）有着塑膠外殼，是為Ceramic Leadless Chip Carrier（CLCC）的低成本化進化版。

## 無引腳晶片載體

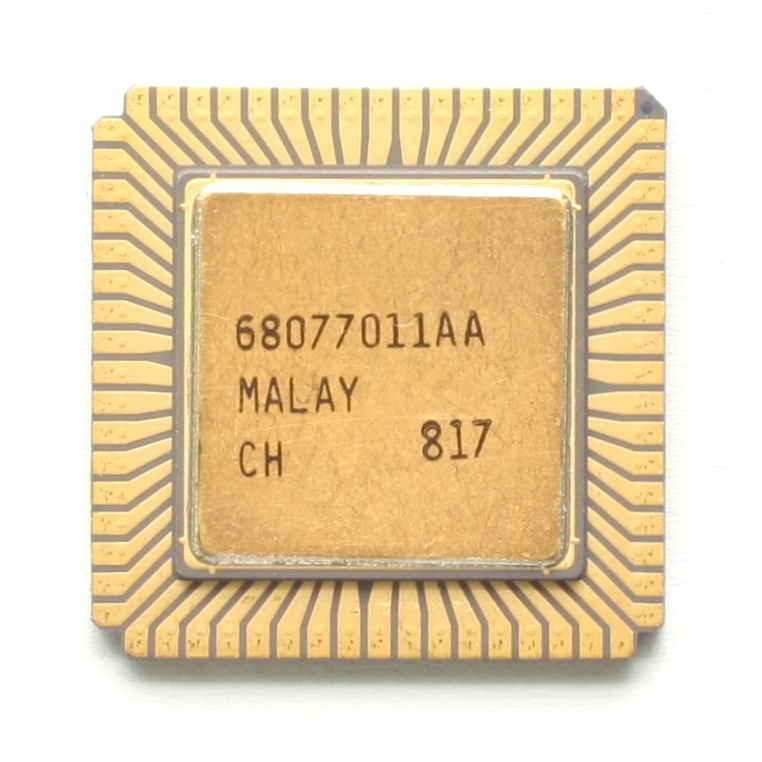
Ceramic Leadless package of Intel R80286-8 (bottom)